# Franklin Manor 22
Franklin Manor 22 är ett reservat i Kanada.   Det ligger i provinsen Nova Scotia, i den östra delen av landet, 900 km öster om huvudstaden Ottawa.
I omgivningarna runt Franklin Manor 22 växer i huvudsak blandskog. Runt Franklin Manor 22 är det mycket glesbefolkat, med 3 invånare per kvadratkilometer.